# San Lorenzo Tlacotepec
San Lorenzo Tlacotepec, eller bara Tlacotepec, är en mindre stad i Mexiko, tillhörande kommunen Atlacomulco i den nordvästra delen av delstaten Mexiko, i den centrala delen av landet. San Lorenzo Tlacotepec ligger i den nordvästra delen av kommunen och precis intill floden Lerma.
Orten hade 7 566 invånare vid folkräkningen 2010 och är kommunens näst största samhälle.